# 九龙街道 (安图县)
九龙街道，是中华人民共和国吉林省延边朝鲜族自治州安图县下辖的一个乡镇级行政单位。

## 行政区划
九龙街道下辖以下地区：
迎月社区、进学社区、顺山社区和安北社区。